# Ростокіно (район Москви)
Росто́кіно (рос. Росто́кино) — адміністративний район в Москві, входить до складу Північно-Східного адміністративного округу. Населення станом на 1 січня 2017 року 39217 чол., площа 3,54 км²
Район утворено 5 липня 1995 року.

На території району розташована станція метро Ботанічний сад